# Bandera de la Capitanía General de Nueva Andalucía
La bandera de la Capitanía General de Cumaná, actual Venezuela, fue el símbolo militar de la provincia histórica. La bandera presenta dos franjas horizontales de igual tamaño, siendo blanca la de la parte superior y verde la de la parte inferior. En el centro del pabellón yace un escudo de armas integrado por un campo de oro, con una cruz cubierta de perlas. Bajo este campo, las olas del mar y del lado derecho un tigre de oro rampante sobre un campo azul. Alrededor ocho cabezas de águila y sobre el escudo, la imagen de Santa Inés. Patrona de la ciudad.

## Historia
Antes de la formación de la Capitanía General de Venezuela con la unión de las provincias de Caracas, Cumaná, Margarita, Guayana y Maracaibo, cada gobernador de provincia ostentaba a la vez el título de Capitán General de dicho territorio y por ende tenía su propio distintivo militar. 
La Capitanía General de Nueva Andalucía tenía su propia bandera militar distintiva y distinta a la de la provincia y la de la ciudad. Esta se conserva en el museo de las Indias de la Marina en España. Una franja blanca superior, una franja verde inferior y en el medio el escudo de Cumaná.